# Hermanas Armenias de la Inmaculada Concepción
La Congregación de las Hermanas Armenias de la Inmaculada Concepción (oficialmente en latín: Sororum Armeniorum Immaculatae Conceptionis; cooficialmente en armenio: Անարատ հղության հայ քույրերի միաբանություն) es una congregación religiosa católica oriental femenina, de rito armeno, de vida apostólica y de derecho pontificio, fundada por el obispo armenio Antonio Hassun, en Constantinopla, el 5 de junio de 1847. A las religiosas de este instituto se les conoce como hermanas armenias y posponen a sus nombres las siglas S.A.I.C.

## Historia
Los orígenes de la congregación se remontan al 5 de junio de 1847, cuando el sacerdote Antonio Hassun (futuro patriarca de los armenios-católicos) reunió un grupo de jóvenes dispuestas a consagrarse a Dios en el servicio de la Iglesia católica armenia. Entre estas jóvenes se encontraba Serpuhi Hagiantonian, considerada cofundadora del instituto. Las primeras religiosas hicieron sus votos el 9 de diciembre de 1847. Durante la segunda mitad del siglo XIX, las religiosas conocieron un periodo de expansión del instituto en Turquía y fundaron una comunidad en Roma, para la formación de las candidatas.
Al finalizar la Primera Guerra Mundial, el gobierno turco expropió los bienes del instituto y desterró a las religiosas, muchas de las cuales murieron en el llamado genocidio armenio. La única casa en salvarse fue la casa madre en Constantinopla, también en peligro de desaparecer. Para salvar a las religiosas, el papa Pío XI construyó un orfanato para 400 niños armenios en la Villa de Castelgandolfo, y trasladó la curia de las religiosas a Roma, para que se encargaran del mismo.
En 1925 se unieron a la Congregación de las Hermanas Armenias de la Inmaculada Concepción de Ankara (fundadas en 1858), y en 1932, hicieron lo mismo, la congregación de las Hermanas de la Asunción de Trebisonda y la congregación homónima de Marash. Con las nuevas integrantes, el instituto comenzó a revitalizarse. El 11 de junio de 1932 recibió la aprobación definitiva de la Santa Sede.

## Organización
La Congregación de las Hermanas Armenias de la Inmaculada Concepción es un instituto religioso de derecho pontificio centralizado, cuyo gobierno recae en la superiora general, a la que los miembros del instituto llaman Madre general. A ella, le coadyuva su consejo, elegido para un periodo de seis años. La sede central se encuentra en Roma.
Las hermanas armenias se dedican a la educación e instrucción cristiana de la juventud, especialmente de la población armenia, y al apostolado en las parroquias de la Iglesia católica armenia. En 2015, el instituto contaba con unas 63 religiosas y 22 comunidades, presentes en Armenia, Egipto, Estados Unidos, Francia, Georgia, Irán, Irak, Italia, Jordania, Líbano y Siria.